# Franciszek Byszewski
Franciszek Byszewski  herbu Jastrzębiec – archidiakon sądecki od 22 kwietnia 1729 roku, prepozyt kapituły sądeckiej od 28 sierpnia 1726 roku,  kanonik kapituły katedralnej krakowskiej w 1728 roku, prepozyt w Pacanowie.